# Amel Rebiha
Amel Rebiha (ur. 16 sierpnia 2002) – francuska zapaśniczka walcząca w stylu wolnym. 
Brązowa medalistka igrzysk frankofońskich w 2023. Druga na ME U-23 w 2023 i trzecia w 2024 roku. Wicemistrzyni Francji w 2020 roku.